# Nowa Olszówka
Nowa Olszówka est une localité polonaise de la gmina de Wodzisław, située dans le powiat de Jędrzejów en voïvodie de Sainte-Croix.